# Hartford (Connecticut)
Hartford és la capital de l'estat de Connecticut, als Estats Units.
És al Comtat de Hartford al costat del riu Connecticut, al centre-nord de l'estat. Segons el cens de 2010, tenia 124.775 habitants. És un centre de la indústria metal·lúrgica, tèxtil, de la construcció i aeronàutica.
Aquestes xifres situen a Hartford com la tercera ciutat en grandària de Connecticut després de Bridgeport i New Haven. Si considerem l'àrea d'influència de la ciutat, ens trobem amb la major àrea metropolitana de l'estat. Se la coneix com la «capital mundial de les assegurances». Acull la una gran part de les seus centrals de les majors empreses d'assegurances del món i aquest negoci n'és el motor econòmic.
Hartford també és coneguda com «la terra de les tradicions». L'espectre de població és peculiar. Mentre que el nombre d'habitants d'entre 18 i 25 anys és baix, la població és relativament jove. El costat oest de Hartford està prop d'Elizabeth Park, el major i més antic jardí de roses del país. Plegats amb la veïna ciutat de Springfield a Massachusetts, Hartford i el seu entorn van crear el consorci «New England's Knowledge Corridor» (Corredor del coneixement de Nova Anglaterra, una mancomunitat per fomentar el desenvolupament econòmic de la zona.

## Fills il·lustres
- Alwin Nikolaïs (1912-1993) coreògraf.
- Roger Wolcott Sperry (1913-1994) psicòleg i neurobiòleg, Premi Nobel de Medicina o Fisiologia de l'any 1981
- Barbara McClintock (1902-1992) botànica i genetista, Premi Nobel de Medicina o Fisiologia de l'any 1983.